# São José das Missões
São José das Missões est une municipalité brésilienne située dans l'État du Rio Grande do Sul.